# Decreto de Mégara
El Decreto de Mégara o Decreto Megarense fue un conjunto de sanciones económicas impuestas a Mégara en 433 a. C. por Atenas poco antes del estallido de la guerra del Peloponeso. 
La razón por la que se dictó el decreto fue que los megarenses, supuestamente, habían ocupado tierra sagrada de Démeter, para cultivarla, en Eleusis. El decreto prohibía a los megarenses, pertenecientes entonces a la Liga del Peloponeso, entrar en los puertos y mercados del imperio ateniense, asfixiando la economía de Mégara. La prohibición puso a prueba la frágil paz (la Paz de los Treinta Años) entre Atenas y Esparta, que era aliada de Mégara.
Si este decreto precipitó el inicio de la guerra del Peloponeso es un tema controvertido. 
La fecha, contenido y motivos del decreto (psephisma) de Pericles prohibiendo el acceso a Mégara de todos los mercados atenienses y de sus aliados, son temas debatidos.
de Ste. Croix considera que una sanción comercial no afectaría significativamente a Mégara, pues el decreto se aplicaba solo a ciudadanos megarenses, cuando parece ser que la mayor parte del comercio en todas las ciudades se llevaba a cabo por metecos (extranjeros). 
Probablemente el argumento más poderoso es que, independientemente de que el decreto afectara a Mégara, no parece probable que este fuera el suceso que espoleó a Esparta a iniciar la guerra. Sabemos por el debate espartano durante la revuelta en Samos que estaban deseando ir a la guerra mucho antes del Decreto de Megara y que las afrentas a Corinto en Córcira y Potidea muestran que las fuerzas peloponesias se mostraban muy hostiles.
El creciente poder y corrupción en Atenas, en parte causado por sus beneficios de la Liga de Delos podía haber causado que Esparta y sus aliados en un principio empezaran a tener recelos de ellos y más tarde les temieran. El Decreto de Mégara, básicamente, impone sanciones económicas para perjudicar no solo a Mégara, sino también a sus aliados que se beneficiarían de su comercio. Esto se vería por Esparta y sus aliados como otro movimiento de Atenas para debilitar a sus rivales y extender su dominio, influencia y poder. Mégara era también un punto estratégico cercano a Atenas que proveía a Esparta de posibles puestos militares cercanos a Atenas, así como de sus ventajas económicas derivadas del comercio.

## Datación
Algunos historiadores datan el decreto antes del 433 a. C.; pero quizá la fecha deba fijarse entre la batalla de Síbota y la Asamblea convocada por Esparta. Sería, pues, en el 433-432 a. C.

## ¿Dos decretos?
Hay quienes defienden la existencia de dos decretos: el que cita Tucídides, que parece ser el mismo al que alude Aristófanes en Los acarnienses, y el que menciona Carino. Según Plutarco, Pericles decidió enviar a su delegado Aritemócritos a Megara y a Esparta y elevar una protesta, porque los megarenses cultivaban un terreno sagrado en Eleusis. El asesinato de este emisario por los megarenses acarreó el odio popular que decretó castigar con la muerte a los megarenses que hicieran acto de presencia en el Ática, y además, dos veces al año se tenía que hacer una expedición de castigo contra Mégara.
La fuente principal de la guerra, Tucídides, pone muy poco énfasis en el decreto en su análisis de las causas de la guerra. Según él, la verdadera causa de la guerra fue el miedo que Esparta tenía del creciente imperio de Atenas. El Decreto ni siquiera es descrito como uno de los mayores puntos de discusión (en los que sí se incluyeron los conflictos de Potidea y Córcira).
La principal prueba que tenemos de la importancia del decreto es Aristófanes, un antiguo escritor de comedias. En su obra Los acarnienses, representada en 425 a. C., tras una parodia detallada del decreto, afirma que los megarenses se estaban «muriendo de hambre lentamente».